# Baldomero Galofré
Baldomero Galofré Jiménez (kat. Bartolomeu Galofre Ximenes) – hiszpański malarz i ilustrator pochodzący z Katalonii. Jego wujem był malarz José Galofré y Coma. 
Był uczniem Ramona Martí Alsina, później wzorował się na Mariano Fortunym (La feria, De madrugada, Primavera, Marina). Studiował na Królewskiej Katalońskiej Akademii Sztuk Pięknych św. Jerzego w Barcelonie. Otrzymał stypendium na studia w Rzymie, gdzie przebywał 12 lat i uczył się z takimi artystami jak Francisco Pradilla, Casto Plasencia, Alejandro Ferrant y Fischermans, Manuel Castellano i Jaime Morera.
W 1877 r. poślubił Włoszkę Leterię Cacace Garguilo. 

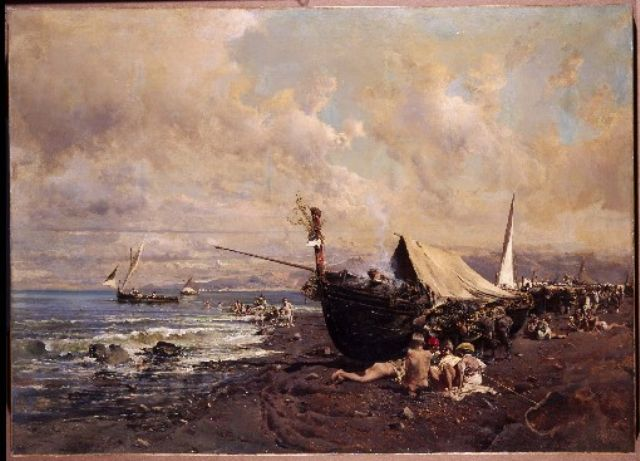
Niños con barcos en una playa de Nápoles, 1866